# Yllenus flavociliatus
Yllenus flavociliatus es una especie de araña saltarina del género Yllenus, familia Salticidae. Fue descrita científicamente por Simon en 1895.
Habita en Rusia (Siberia del Sur), Kazajistán, Mongolia y China.